# Alfredo Giacon
Alfredo Giacon (Padova, 10 novembre 1961) è un velista e scrittore italiano, autore di diverse pubblicazioni editoriali focalizzate sui viaggi in barca a vela.

## Biografia
Nel 1998 ha partecipato sulla Jancris alla competizione velica intorno al mondo Millennium Odyssey 1998-2000 vincendone alcune tappe  e classificandosi al terzo posto dopo oltre 25000 miglia e 18 mesi di navigazione.
Nel 2012 organizza il primo giro d'Italia ecologico in barca a vela ed auto ibrida chiamato "Un giro per la vita". Partito da Trieste, dopo settantacinque giorni e ventotto tappe, termina l'otto luglio ad Andora. La barca a vela è una Sly 42 fun del cantiere italiano Sly Yacht, mentre l'auto ibrida è una Porsche Panamera s Hybrid fornita da Porsche Italia.
Nel 2018 è l’unico navigatore italiano chiamato a contribuire al nuovo libro scritto da Jimmy and Ivan Cornell World Voyager Planner.
Nel maggio 2022, sempre a bordo della Jancris naviga da Capo Canaveral (Florida) fino a Gibilterra passando per le isole Azzorre, insieme a una ricercatrice del dipartimento di ingegneria ambientale dell’università di Padova per studiare le micro plastiche disperse nell’oceano Atlantico e lo stato delle sue acque. La missione, denominata A sail for the blue, si è svolta nel contesto delle iniziative per gli 800 anni dell’ateneo padovano e si è conclusa il 27 luglio 2022 a Genova. Per questa missione, il 26 novembre 2022 ha ricevuto da Accademia Kronos il premio internazionale per l'ambiente "Io faccio la mia parte".
Il 21 giugno 2023 da Lerici ha iniziato il Blue Tour, giro d'Italia in barca a vela per promuovere le attività imprenditoriali marittime e di valorizzazione dell'ambiente costiero. Il giro si è concluso a Trieste in occasione della 55ª Barcolana. In occasione dell'evento culturale della Barcolana "Un mare di racconti", Giacon ha presentato il suo libro Intracoastal Waterway per Jancris dal Brasile al nord del Canada (Mursia).

## Opere
- Oltre l'orizzonte, Mursia Editore, 2001.
- Magico Egeo, Mursia Editore, 2004.
- Magica Turchia, Mursia Editore, 2006.
- L'uomo che parlava con i delfini, Mursia Editore, 2009.
- Mollo tutto e vado negli States in barca a vela, Mursia Editore, 2016.
- The Magic of Turkey, Sheridan House, 2008.
- Il mio cane in barca, Frangente, 2008 (con Nicoletta Siviero).
- Talidomide il grande silenzio, Mursia Editore, 2019
- Intracoastal Waterway per Jancris - Dal Brasile al nord del Canada, Mursia Editore, 2023